# Kettlewell (Yorkshire du Nord)
Pour les articles homonymes, voir Kettlewell.
Kettlewell est un village de la Haute Wharfedale dans le Yorkshire du Nord en Angleterre. Il se situe à 10 kilomètres au nord de Grassington.